# Юрдан Стоянов
 Тази статия е за българския революционер.  За българския строител вижте Йордан Стоянов (строител).  
Юрдан (Йордан) Стоянов Трифонов, наречен Разлогов, е български военен, капитан, и революционер, деец на Върховния македоно-одрински комитет. Негов фонд с документи се съхранява в Държавна агенция „Архиви“.

## Биография
Юрдан Стоянов е роден на 15 септември 1869 година в село Долна Вереница, Кутловишко. Дядо му е прославеният хайдутин Цеко Петков, а баща му Стоян е участник в революционното движение във Врачанско. В 1885 година при избухването на Сръбско-българската война Юрдан Стоянов напуска гимназията и постъпва като доброволец в Българската войска. Ранен е в боя при Брезник и пленен, но успява да избяга. Участва в превземането на Пирот, като е награден с орден „За храброст“ III степен.
След войната през 1892 година Юрдан Стоянов завършва Военното на Негово Княжеско Височество училище в София и постъпва на служба във войската. През 1896 – 1897 година се включва активно в дейността на ВМОК и е един от най-активните му членове.
През 1901 година напуска военна служба и в края на година става войвода на чета в Горноджумайско. Участва в Горноджумайското въстание през септември – октомври 1902 година. На 23 септември 1902 година четата му от 48 души води голямо сражение с турски аскер от 800 души в местността Маркови кули край село Сърбиново (днес Брежани) и при Градево. Тогава негов четник е бъдещият мелнишки войвода Тодор Мицев. Сражава се и при Влахи.
На следната 1903 година капитан Стоянов отново напуска военната служба, за да се включи и в Илинденско-Преображенското въстание. Габровското гражданство екипира и въоръжава четата му от 80 души, която в тяхна чест е наречена „Габровска-Априловска“. В края на август начело на отряда си навлиза в Сярско, където въстанието трябва да избухне на 14 септември – Кръстовден. Подвойвода му е поручик Асен Партениев, секретар Георги Белев, а сред четниците са Павел Желязков, Славчо Пирчев и Александър Стефчов Старото и Михаил Думбалаков – подсекретар. На 30 август отрядът на капитан Стоянов, заедно с четите на Яне Сандански, Михаил Чаков и Стоян Мълчанков с общо 160 души водят голямо сражение с 600 души турска войска при оброчището „Света Троица“, Мелнишко. Турците са отблъстнати с много жертви, докато от въстаниците загиват само трима души. На 1 септември четата на капитан Юрдан Стоянов участва в голямо сражение при село Пирин, в което турците дават 80 души убити и ранени. Четата на капитан Стоянов, заедно с четите на Стоян Мълчанков и поручик Петър Дървингов са определени да действат в Мелнишко и Кресненско. На 28 септември 1903 г. четите на Стоянов, Дървингов и поручик Димитър Зографов водят 10-часово сражение в местността Предела.
На 24 декември 1903 година поручик Стоянов е ранен в Кюстендил от терорист на ВМОРО, тъй като той успява да овладее складраното в пограничните села след въстанието оръжие.
От средата на октомври 1904 година Юрдан Стоянов е начело на чета, действаща в Горноджумайско и Мелнишко.
На 1 март 1905 година серският консул Атанасиос Стурнарас докладва в Атина, че Стоянов минава границата към Македония заедно с четите на Анастас Янков, Давидко Милчев и Георги Янакиев. През Кършияка в Петричко, четата от 80 души на Стоянов се отправя към Солунско.
На 7 април 1905 година Яне Сандански прави засада на четата на Стоянов при село Кашина и в братоубийственото сражение загиват 7 души, включително войводата на ВМОК Давидко Милчев, Асен Партениев, Маникат Янъков и Белювалията. Капитан Стоянов е ранен, но успява да избяга.
След разпускането на върховистката организация през ноември 1905 година, капитан Юрдан се оттегля от революционна дейност и в 1906 година отново постъпва на военна служба. В  1906 година се жени за Райна Каназирева, учителка и революционерка от мехомийския род Каназиреви.
Умира на 18 март 1910 година в София. Негов личен архивен фонд се съхранява в Държавна агенция „Архиви“.
- Юрдан Стоянов и Райна Каназирева в деня на сватбата им
- Обединената чета на Любомир Стоенчев и Юрдан Стоянов
- Четата на Юрдан Стоянов през 1903 година
- Ръководният щаб на четата на Юрдан Стоянов: Борис Стрезов, Асен Партениев, Михаил Думбалаков и други[17]